# Ariolimax
Ariolimax Mörch, 1859 è un genere di molluschi gasteropodi polmonati della famiglia Ariolimacidae.

## Tassonomia
Il genere comprende le seguenti specie:
- Ariolimax buttoni (Pilsbry & Vanatta, 1896)
- Ariolimax californicus J.G. Cooper, 1872[2]
- Ariolimax columbianus (Gould, 1851)
- Ariolimax dolichophallus Mead, 1943
- Ariolimax stramineus Hemphill, 1891